# Copa Árabe Sub-20 2020
La Copa Árabe Sub-20 2020 fue la tercera  edición de dicho torneo.
Se llevó  a cabo en Arabia Saudita, en las ciudades de Dammam, Al Kobhar y Riad, del 17 de febrero  al 4 de marzo y contó  con la participación de 16 selecciones juveniles de África y medio oriente.

## Sedes
| Ciudad    | Estadio                             | Capacidad |
| --------- | ----------------------------------- | --------- |
| Riad      | Prince Turki bin Abdul Aziz Stadium | 15.000    |
| Dammam    | Estadio Príncipe Mohamed bin Fahd   | 36.000    |
| Riad      | Estadio Príncipe Faisal bin Fahd    | 22.500    |
| Al Kobhar | Prince Saud bin Jalawi Stadium      | 20.100    |

## Participantes
- En cursiva los equipos debutantes.

| África - Argelia - Yibuti - Egipto - Libia - Mauritania - Marruecos - Sudán - Túnez | Asia - Baréin - Irak - Kuwait - Palestina - Arabia Saudita (anfitrión) - Emiratos Árabes Unidos | Invitado - Madagascar - Senegal | Retirados - Comoras - Catar | No participaron - Jordania - Líbano - Omán - Somalia - Siria - Yemen |

## Fase de grupos

### Grupo A
| Equipo     | PJ | PG | PE | PP | GF | GC | Dif. | Pts |
| ---------- | -- | -- | -- | -- | -- | -- | ---- | --- |
| Túnez      | 3  | 2  | 1  | 0  | 4  | 2  | +2   | 7   |
| Irak       | 3  | 1  | 1  | 1  | 3  | 2  | +1   | 4   |
| Mauritania | 3  | 1  | 0  | 2  | 2  | 3  | −1   | 3   |
| Kuwait     | 3  | 0  | 2  | 1  | 1  | 3  | −2   | 2   |

| Fecha                        | Lugar     |            |                       | Resultado |                       |            |
| ---------------------------- | --------- | ---------- | --------------------- | --------- | --------------------- | ---------- |
| 17 de febrero de 2020, 14:45 | Al Kobhar | Irak       | Bandera de Irak       | 1:2       | Bandera de Túnez      | Túnez      |
| 17 de febrero de 2020, 17:50 | Al Kobhar | Mauritania | Bandera de Mauritania | 2:0       | Bandera de Kuwait     | Kuwait     |
| 20 de febrero de 2020, 14:45 | Al Kobhar | Kuwait     | Bandera de Kuwait     | 0:0       | Bandera de Irak       | Irak       |
| 20 de febrero de 2020, 17:50 | Al Kobhar | Mauritania | Bandera de Mauritania | 0:1       | Bandera de Túnez      | Túnez      |
| 23 de febrero de 2020, 15:30 | Al Kobhar | Irak       | Bandera de Irak       | 2:0       | Bandera de Mauritania | Mauritania |
| 23 de febrero de 2020, 15:30 | Dammam    | Túnez      | Bandera de Túnez      | 1:1       | Bandera de Kuwait     | Kuwait     |

### Grupo B
| Equipo     | PJ | PG | PE | PP | GF | GC | Dif. | Pts |
| ---------- | -- | -- | -- | -- | -- | -- | ---- | --- |
| Marruecos  | 3  | 3  | 0  | 0  | 12 | 3  | +9   | 9   |
| Baréin     | 3  | 2  | 0  | 1  | 9  | 9  | 0    | 6   |
| Madagascar | 3  | 1  | 0  | 2  | 9  | 10 | −1   | 3   |
| Yibuti     | 3  | 0  | 0  | 3  | 4  | 12 | −8   | 0   |

| Fecha                        | Lugar |            |                       | Resultado |                       |            |
| ---------------------------- | ----- | ---------- | --------------------- | --------- | --------------------- | ---------- |
| 17 de febrero de 2020, 14:45 | Riad  | Marruecos  | Bandera de Marruecos  | 4:2       | Bandera de Baréin     | Baréin     |
| 17 de febrero de 2020, 18:00 | Riad  | Madagascar | Bandera de Madagascar | 4:3       | Bandera de Yibuti     | Yibuti     |
| 20 de febrero de 2020, 14:45 | Riad  | Yibuti     | Bandera de Yibuti     | 0:6       | Bandera de Marruecos  | Marruecos  |
| 20 de febrero de 2020, 18:00 | Riad  | Madagascar | Bandera de Madagascar | 4:5       | Bandera de Baréin     | Baréin     |
| 23 de febrero de 2020, 15:30 | Riad  | Marruecos  | Bandera de Marruecos  | 2:1       | Bandera de Madagascar | Madagascar |
| 23 de febrero de 2020, 15:30 | Riad  | Baréin     | Bandera de Baréin     | 2:1       | Bandera de Yibuti     | Yibuti     |

### Grupo C
| Equipo         | PJ | PG | PE | PP | GF | GC | Dif. | Pts |
| -------------- | -- | -- | -- | -- | -- | -- | ---- | --- |
| Egipto         | 3  | 2  | 1  | 0  | 10 | 5  | +5   | 7   |
| Argelia        | 3  | 2  | 0  | 1  | 4  | 5  | −1   | 6   |
| Arabia Saudita | 3  | 1  | 1  | 1  | 7  | 4  | +3   | 4   |
| Palestina      | 3  | 0  | 0  | 3  | 2  | 9  | −7   | 0   |

| Fecha                        | Lugar     |                |                           | Resultado |                           |                |
| ---------------------------- | --------- | -------------- | ------------------------- | --------- | ------------------------- | -------------- |
| 18 de febrero de 2020, 14:45 | Dammam    | Arabia Saudita | Bandera de Arabia Saudita | 4:0       | Bandera de Palestina      | Palestina      |
| 18 de febrero de 2020, 17:50 | Dammam    | Argelia        | Bandera de Argelia        | 1:4       | Bandera de Egipto         | Egipto         |
| 21 de febrero de 2020, 14:45 | Dammam    | Egipto         | Bandera de Egipto         | 2:2       | Bandera de Arabia Saudita | Arabia Saudita |
| 21 de febrero de 2020, 17:50 | Dammam    | Argelia        | Bandera de Argelia        | 1:0       | Bandera de Palestina      | Palestina      |
| 24 de febrero de 2020, 15:30 | Dammam    | Arabia Saudita | Bandera de Arabia Saudita | 1:2       | Bandera de Argelia        | Argelia        |
| 24 de febrero de 2020, 15:30 | Al Kobhar | Palestina      | Bandera de Palestina      | 2:4       | Bandera de Egipto         | Egipto         |

### Grupo D
| Equipo                 | PJ | PG | PE | PP | GF | GC | Dif. | Pts |
| ---------------------- | -- | -- | -- | -- | -- | -- | ---- | --- |
| Senegal                | 3  | 2  | 1  | 0  | 6  | 1  | +5   | 7   |
| Libia                  | 3  | 2  | 0  | 1  | 4  | 4  | 0    | 6   |
| Emiratos Árabes Unidos | 3  | 1  | 1  | 1  | 3  | 2  | +1   | 4   |
| Sudán                  | 3  | 0  | 0  | 3  | 1  | 7  | −6   | 0   |

| Fecha                        | Lugar |                        |                                   | Resultado |                                   |                        |
| ---------------------------- | ----- | ---------------------- | --------------------------------- | --------- | --------------------------------- | ---------------------- |
| 18 de febrero de 2020, 14:45 | Riad  | Sudán                  | Bandera de Sudán                  | 0:2       | Bandera de Libia                  | Libia                  |
| 18 de febrero de 2020, 18:00 | Riad  | Emiratos Árabes Unidos | Bandera de Emiratos Árabes Unidos | 0:0       | Bandera de Senegal                | Senegal                |
| 21 de febrero de 2020, 14:45 | Riad  | Senegal                | Bandera de Senegal                | 3:1       | Bandera de Sudán                  | Sudán                  |
| 21 de febrero de 2020, 18:00 | Riad  | Emiratos Árabes Unidos | Bandera de Emiratos Árabes Unidos | 1:2       | Bandera de Libia                  | Libia                  |
| 24 de febrero de 2020, 15:30 | Riad  | Sudán                  | Bandera de Sudán                  | 0:2       | Bandera de Emiratos Árabes Unidos | Emiratos Árabes Unidos |
| 24 de febrero de 2020, 15:30 | Riad  | Libia                  | Bandera de Libia                  | 0:3       | Bandera de Senegal                | Senegal                |

## Fase final
Mundial sub-13 2022

## fase previa
| Fecha                        | Lugar     |         |                    | Resultado |                    |         |
| ---------------------------- | --------- | ------- | ------------------ | --------- | ------------------ | ------- |
| 27 de febrero de 2020, 14:34 | Riad      | Rafael  | Bandera de Bolivia | 0:0       | Bandera de Líbano  | Cris    |
| 27 de febrero de 2020, 14:45 | Al Kobhar | Túnez   | Bandera de Túnez   | 2:0       | Bandera de Argelia | Argelia |
| 27 de febrero de 2020, 18:30 | Al Kobhar | Egipto  | Bandera de Egipto  | 1:0       | Bandera de Irak    | Irak    |
| 27 de febrero de 2020, 18:30 | Riad      | Senegal | Bandera de Senegal | 5:0       | Bandera de Baréin  | Baréin  |

### Semifinales
| Fecha                     | Lugar  |        |                   | Resultado      |                      |           |
| ------------------------- | ------ | ------ | ----------------- | -------------- | -------------------- | --------- |
| 1 de marzo de 2020, 14:45 | Dammam | Túnez  | Bandera de Túnez  | 4:0            | Bandera de Marruecos | Marruecos |
| 1 de marzo de 2020, 18:30 | Dammam | Egipto | Bandera de Egipto | 1:1 (5-6 pen.) | Bandera de Senegal   | Senegal   |

### Final
| Fecha                     | Lugar  |       |                  | Resultado |                    |         |
| ------------------------- | ------ | ----- | ---------------- | --------- | ------------------ | ------- |
| 4 de marzo de 2020, 19:30 | Dammam | Túnez | Bandera de Túnez | 0:1       | Bandera de Senegal | Senegal |

## Campeón
| Copa Árabe Sub-20 2020 |
| ---------------------- |
| Bandera de Senegal     |
| Senegal 1º Título      |

## Goleadores
| Jugador                  | Selección      | Goles |
| ------------------------ | -------------- | ----- |
| Samba Diallo             | Senegal        | 5     |
| Osama Faisal             | Egipto         | 4     |
| Ricardo Menakely         | Madagascar     | 4     |
| Arnaud Randrianantenaina | Madagascar     | 4     |
| Mohammed Marran          | Arabia Saudita | 4     |